# 仙×境 -Witches spiritual home-
《仙×境 -Witches spiritual home-》是AKABEiSOFT3在2017年11月24日發售的戀愛冒險類型成人遊戲。

## 故事簡介
來栖成為了整理祖母的遺物而來到了魔女居住的都市青藍町，在任務告一段落後，成被魔法學園的校長交付已是女子宿舍的來栖家地契，而成有收回使用權的權力，但成為了不讓女子宿舍的學生們各奔東西，接受了校長的提議擔任女子宿舍的舍監。

## 登場角色

### 主要角色
來成
作品男主角，為了整理祖母的遺物而來到住著魔女的城市。女子宿舍的舍監。
小向小夏
個性有禮貌且穩重，但有點內向的女孩。擅長家事，幾乎包辦宿舍大部分的家務。興趣是園藝。
山吹久遠
個性冷漠的女孩，不擅與人交談，唯獨跟小夏相處會敞開胸懷。初次與成見面時對他抱持敵意，並用各種毒辣的言語攻擊他。對自己的幼兒體型很在意。
九條靜流（聲：花澤櫻）
個性冷靜的女孩，喜歡照顧人，但常有愛慕虛榮的一面。對魔法有強烈的興趣，喜歡讀魔法書。
星川照
個性天真活潑且感情豐富的女孩，善於飛行魔法。
艾妮絲·尤特莉亞
哈巴爾達姆魔法女學園的校長，和成的祖母是熟人，後來任命成擔任女子宿舍的管理員。
御影
天才魔法使，對於有興趣的對象會展現惡作劇的態度。

## 主題曲
片頭曲
作詞、作曲：西坂恭平，主唱：榊原由依、櫻川惠

## 評價
《仙×境 -Witches spiritual home-》在Getchu.com的2017年11月銷量榜上排名第7名。

## 外部連結
- 仙×境 -Witches spiritual home-遊戲官網（页面存档备份，存于）（日語）